# Ich find’ dich scheiße
Ich find’ dich scheiße ist ein Lied und die Debütsingle der deutschen Girlgroup Tic Tac Toe aus dem Jahr 1995.

## Entstehung und Veröffentlichung
Geschrieben wurde das Lied von den drei Tic-Tac-Toe-Mitgliedern Marlene Tackenberg, Ricarda Wältken und Liane Wiegelmann, zusammen mit den Koautoren Torsten Börger und Claudia Wohlfromm. Börger zeichnete zudem für die Produktion verantwortlich.
Die Erstveröffentlichung von Ich find’ dich scheiße erfolgte als Single am 6. November 1995 bei RCA Records. Diese erschien als CD-Maxi-Single mit zwei Remixen und dem Lied ’N Mann als B-Seite (Katalognummer: 74321 31376 2). Im Folgejahr erschien eine weitere Singleausführung mit zwei Versionen von Ich find’ dich scheiße sowie zwei Versionen zur Nachfolge-Single Funky (Katalognummer: BVCP-8849). Am 15. April 1996 erschien das Lied als Teil von Tic Tac Toes selbstbetitelten Debütalbums (Katalognummer: 74321 31375 2).
2012 nahm die Band das Lied unter dem Titel Ich find Sixt sch…! für einen Werbespot für die Automietfirma Sixt SE neu auf. Für Aron Lehmanns Filmkomödie Jagdsaison diente der Titel 2022 als Soundtrack.

## Inhalt
„Ich find’ dich scheiße.

So richtig scheiße.

Ich find’ dich scheiße.

So richtig sch- sch- sch- sch- sch- sch- scheiße.“

## Musikvideo
Das Musikvideo zu Ich find’ dich scheiße zählte bis Oktober 2024 über 9,9 Millionen Aufrufe auf der Videoplattform YouTube.

## Kommerzieller Erfolg

### Chartplatzierungen
| ChartsChartplatzierungen | Höchstplatzierung | Wochen |
| ------------------------ | ----------------- | ------ |
| Deutschland (GfK)        | 3 (22 Wo.)        | 22     |
| Österreich (Ö3)          | 4 (14 Wo.)        | 14     |
| Schweiz (IFPI)           | 6 (22 Wo.)        | 22     |

| ChartsJahrescharts (1996) | Platzierung |
| ------------------------- | ----------- |
| Deutschland (GfK)         | 15          |
| Österreich (Ö3)           | 20          |
| Schweiz (IFPI)            | 13          |

### Auszeichnungen für Musikverkäufe
| Land/Region        | Auszeichnungen für Musikverkäufe (Land/Region, Auszeichnung, Verkäufe) | Verkäufe |
| ------------------ | ---------------------------------------------------------------------- | -------- |
| Deutschland (BVMI) | Platin                                                                 | 500.000  |
| Insgesamt          | 1× Platin ·                                                            | 500.000  |